# 庫拉日
50°27′17″N 26°42′47″E / 50.45472°N 26.71306°E
庫拉日（烏克蘭語：Кураж），是烏克蘭西北部的村莊，隸屬里夫內州的里夫內區。該村面積0.64平方公里，海拔高度246米，2001年人口107，人口密度每平方公里166.4人。